# MisterFly
Pour l’article homonyme, voir Mister Fly.
 (janvier 2025).
L'article doit être relu — et modifié si nécessaire — par des contributeurs indépendants pour apporter un regard critique aux contributions effectuées en violation des conditions d'utilisation de Wikipédia, tant sur la forme (notamment concernant le style encyclopédique, la proportionnalité) que sur le fond (la neutralité de point de vue, la qualité et l'indépendance des sources).
MisterFly est une agence de voyage en ligne multi produit permettant la réservation de billets d’avion, nuits d’hôtels et locations de voitures.

## Historique
MisterFly, créée en 2015 par Nicolas Brumelot et Carlos Da Silva (tous deux à l’origine de Go voyages) est une marque du groupe Digitrips.

## Activités
- Vol sec
- Hébergement[3]
- Vente de séjours
- Dynamic Package
- Location de voitures
- Transferts

## Acquisitions
| Date             | société    | Secteur                                         | Pays     | Valeur (EUR) | Références |
| ---------------- | ---------- | ----------------------------------------------- | -------- | ------------ | ---------- |
| 4 mai 2016       | H-résa     | Centrale de réservation hôtelière               | France   | —            | [ 4 ]      |
| 1er janvier 2017 | MisterRoom | Centrale de réservation hôtelière               | Portugal | —            | [ 5 ]      |
| 3 mars 2017      | Koedia     | Développeur de solutions informatiques          | France   | —            | [ 6 ]      |
| 30 novembre 2017 | Next       | Centrale de réservation de location de vacances | France   | —            | [ 7 ]      |
| 8 mars 2018      | Idiliz     | Tour-opérateur                                  | France   | —            | [ 8 ]      |
| 26 juin 2018     | mTrip      | Développeur d'applications mobiles              | Canada   | —            | [ 9 ]      |